# Синклер, Джон, 3-й граф Кейтнесс
Джон Синклер, 3-й граф Кейтнесс (англ. John Sinclair, 3rd Earl of Caithness; погиб 18 мая 1529 года) — шотландский дворянин и пэр, 3-й граф Кейтнесс и глава клана Синклер (1513—1529), шотландского клана Северо-Шотландского нагорья.

## Ранняя жизнь
Старший сын Уильяма Синклера, 2-го графа Кейтнесса (? — 1513), и Маргарет Кейт, дочери сэра Гилберта Кейта из замка Инверуги. Его отец был убит в битве при Флоддене 9 сентября 1513 года.

## Граф Кейтнесс
Вскоре после Флоддена Адам Гордон, граф Сазерленд, и муж Элизабет Сазерленд, 10-й графини Сазерленд, сделали предложение Джону Синклеру, 3-му графу Кейтнессу, заключив с ним узы дружбы для взаимного союза и поддержки. Это включало обмен землями. Джон Синклер, 3-й граф Кейтнесс, получил титул графа Кейтнесса 24 ноября 1513 года. Он получил от короны грамоту для себя и своей жены Элизабет Сазерленд из Даффуса, датированную 14 июля 1527 года, на земли Кейсса, Стейна и Роудейла в графстве Кейтнесс и шерифство Инвернесс. Эта королевская хартия также предоставила Уильяму Синклеру, сыну и очевидному наследнику графа, графство Кейтнесс с сохранением пожизненной ренты его отца и разумной доли его супруги. 18 июля 1527 года граф получил хартию на земли Гринленд и Вестер-Клит в Кейтнессе. Узы «мужественности» были заключены Джоном Синклером, 3-м графом Кейтнессом, и Уильямом Синклером, 5-м лордом Синклером 15 февраля 1528/1529 года.
Граф Кейтнесс и граф Сазерленд позже вступили в постоянную оппозицию друг с другом, и в конце концов Сазерленд подал иск перед лордами Тайного совета Шотландии, чтобы вернуть свои земли. Гэвин Данбар, епископ Абердина, объявил о своем решении в Эдинбурге 24 марта 1524 года, и обе стороны были удовлетворены, и с тех пор два графа жили в мире друг с другом. В 1528 году граф Кейтнесс был одним из тех, кто был включен в предложенное королем Шотландии Яковом V искоренение «Рода Кланкваттейна» (Клан Хаттан), хотя, похоже, с этим беспокойным кланом ничего не было сделано. Это было во времена Уильяма Макинтоша, 15-го Макинтоша, который был главой конфедерации клана Хаттан.
Джон Синклер, 3-й граф Кейтнесс, был убит во время экспедиции на Оркнейские острова в 1529 году. В 1528—1529 годах произошло восстание, возглавляемое братьями Джеймсом Синклером и Эдвардом Синклером, которые были с Оркнейских островов, против Уильяма, лорда Синклера, который сам годом ранее опустошил Оркнейские и Шетландские острова. По словам Роланда Сен-Клера, была предпринята огромная, но безуспешная попытка отделить Оркнейские острова от владений шотландской короны. С обеих сторон совершались жестокие поступки. Граф Кейтнесс, пришедший на помощь своим родственникам, был убит вместе со многими из своих воинов в битве при Саммердейле 18 мая 1529 года. Граф Кейтнесс был автором этого восстания, но в битве с его повстанцами столкнулся Джеймс Синклер, губернатор Оркнейских островов, который победил Кейтнесса, убив его и пятьсот его людей .

## Семья
Джон Синклер, 3-й граф Кейтнесс, женился на Элизабет Сазерленд (умерла 14 июля 1527), дочери Уильяма Сазерленда, 5-го Даффуса (? — 1529), и у него были следующие дети:
- Уильям Синклер, мастер Кейтнесс, умерший в 1527 году бездетным[1][2]
- Джордж Синклер, 4-й граф Кейтнесс (умер 1582), второй наследник и преемник[1].
- Джанет Синклер, замужем за Александром Россом из Балнагауна (? — 1592)[3].
- Дэвид Синклер, незаконнорожденный сын, который был бейли у епископа Кейтнесса. Его старший брат Джордж получил разрешение заключить его в тюрьму в замке Синклер Гирниго[1]. Также считается, что Дэвид был предком по отцовской линии линий семьи Синклер из Дуна и Форсса[5][3]. Его женой была Маргарет Колдер, наследница Дуна, с которой у него были дети: Джон, наследник Дана, Уильям Форсс, Александр, Генри, Джон, архидиакон Кейтнесса, Джордж и Дональд[3].